# Sterowanie cyfrowe
Zasugerowano, aby zintegrować ten artykuł z artykułem układ dyskretny. Nie opisano powodu propozycji integracji.
Sterowanie cyfrowe – metoda sterowania wykorzystująca skwantyzowane sygnały w postaci cyfrowej.
Sygnały cyfrowe są kodowane zwykle w sposób binarny. Najprostszym sposobem kodowania jest jednak kod impulsowy (unarny), w którym wartość danego sygnału jest przetwarzana na odpowiednią liczbę impulsów zliczanych następnie w odbiorniku. Do ważniejszych elementów składowych systemu sterowania cyfrowego należą: 
- przetworniki analogowo-cyfrowe,
- przetworniki cyfrowo-analogowe,
- mikroprocesory,
- mikrokontrolery,
- pamięci cyfrowe,
- cyfrowe systemy pomiarowe,
- sieci cyfrowe.